# بابلو إيبانيز (لاعب كرة قدم)
بابلو إيبانيز لومبريراس (بالإسبانية: Pablo Ibáñez Lumbreras)‏ (مواليد 20 سبتمبر 1998) هو لاعب كرة قدم إسباني يلعب كلاعب خط وسط في نادي أوساسونا.